# 光變曲線

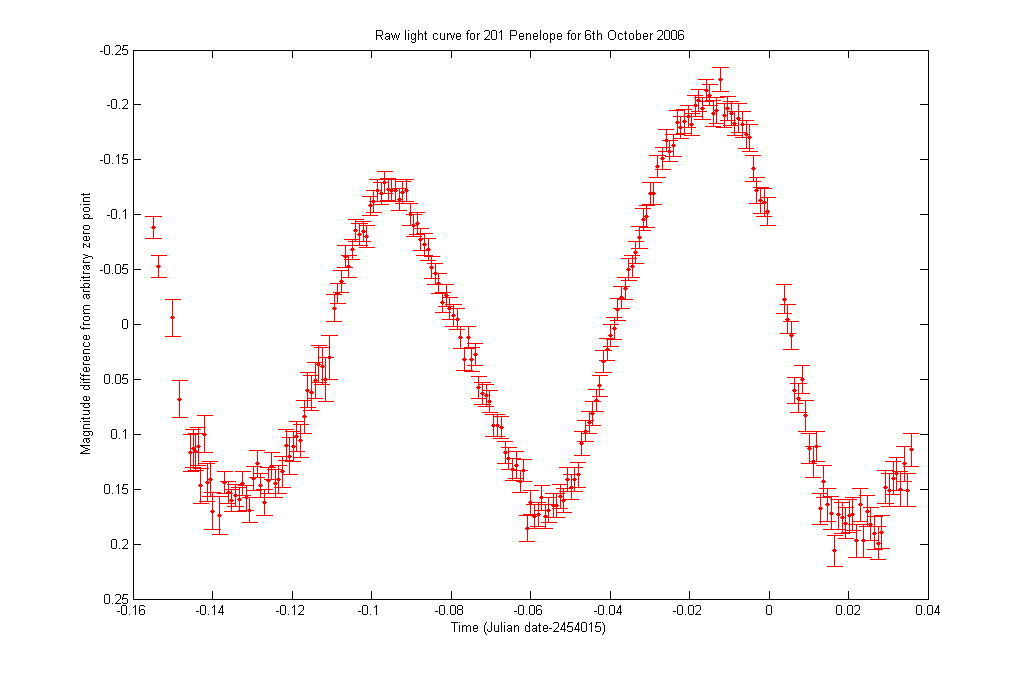
以2006年10月6日約翰山大學天文台的觀測為基礎繪製的小行星201 Penelope光度曲線，顯示出一個以上完整的自轉週期，至少是3.7474小時。

光變曲線是天文學上表示天體相對於時間的亮度變化圖形，是時間的函數，通常會顯示出一種特定的頻率間隔或是帶狀。光度曲線會呈現週期性，像是食雙星、造父變星和其他的各種變星，或是非週期性的，像是新星、激變變星、超新星或微透鏡事件，的光變曲線。研究光變曲線，並配合其他的觀測，能獲得重要的訊息，像是導致這種過程的物理機制，或是制約這種行為的物理理論。

## 行星學
在行星學，光度曲線可以用於估計小行星、衛星、或彗核的自轉週期。由於物體的大小通常只是不能分辨出形狀的光點，明顯的小於檢測器的一個畫素，因此即使是最強而有力的望遠鏡，也沒有辦法從地球解析出太陽系中一個天體的大小。因此，天文學家測量它們隨著時間變化的總光量 (光度曲線)。從光度曲線上被時間上分隔的兩個峰值可以估計該天體的自轉週期。最高亮度和最低亮度之間的差異 (光度曲線的振幅) 可能是由於該物體的形狀，或是其表面明亮和黑暗的地區造成的。例如，一顆非對稱小行星的光度曲線一般會有明顯的峰值；而越接近球型的天體，光度曲線越平緩。當光度曲線涵蓋了延續的週期，他就稱為長期光度曲線。

## 小行星光度曲線
小行星光度曲線是一顆小行星的亮度相對於時間變化的光變曲線。  一般小行星的光變曲線是由小行星不規則的表面造成的，當她們轉動時被反射至地球的亮度也會改變，這就會造成週期性的亮度變化。光度曲線，或是亮度對時間變化的圖表，可以用於確認這個對象的旋轉速率。

### 光度曲線性質碼
小行星光度曲線資料庫（LCDB，Asteroid Lightcurve Database）的共同小行星光度曲線鍊（CALL，Collaborative Asteroid Lightcurve Link）使用數字代碼來評估小行星光度曲線的週期解決方案性質（它不需要實際的基礎資料做評估）。它的性質碼參數"U"的範圍從0（不正確）到3（非常明確）：
- U = 0 → 結果證明不正確
- U = 1 → 基於片段的光度曲線，可能是完全錯誤的結果。
- U = 2 → 基於小於完整的光度曲線覆蓋率，週期的錯誤可能達到30%或是模棱兩可。
- U = 3 → 在給定的精度範圍內，毫無疑問。沒有歧義。
- U = n.a. → 無用的。不完整或不確定的結果。

尾隨的加號（+）或減號（-）也用於只是比不加符號的值略好或較差。

## 植物學
在植物學，光度曲線顯示在不同光照強度下葉片組織或藻類回應的光合作用。曲線的形狀說明了限制因素的原則，在低光度下，光合作用的速率受限於葉綠素的濃度與光倚反應的效率，但是在更高光度的水準下，它的效率限制是碳酸酐酶和二氧化碳可用性。在曲線上兩個不同斜率交會的點稱為光飽和點，是光倚反應產生更多ATP (腺苷三磷酸) 和 NADPH (菸鹼醯胺腺二核苷磷酸)，而能夠被光獨立反應應用。由於光合作用還受到環境中二氧化碳排放量的限制，光度曲線經常重複出現在幾個不同的恆定二氧化碳濃度。

## 外部連結
- 美國變星協會（AAVSO）的線上光變曲線產生器（页面存档备份，存于） 能描繪數千顆變星的光變曲線。
- 光變曲線：簡介（页面存档备份，存于）（由NASA宇宙的影像提供）